# 訴諸言論自由
我有權發表意見（I'm entitled to my opinion; I have a right to my opinion）或訴諸言論自由是一種不相干的謬誤，是在自己的主張被人反駁時，主張己方有發表意見的權利（或有言論自由）。然而，是否有發表意見的權利和意見是否正確可取是不相干的。因此自己有權發表意見並不是支持自己意見正確的恰當理據。
一般而言，侵犯發表意見的權利或侵害言論自由，指的是以暴力、脅迫等違法方式令人無法發表意見，或政府以不當的法規限制發表意見的權利。言論自由保障某甲可發表意見，但言論自由亦保障某乙可發表批評某甲的意見。某乙的言論如不涉及恐嚇、毀謗、公然侮辱、性騷擾等違法或犯罪，其批評某甲是可允許且無侵害某甲言論自由的。因此自己有權發表意見亦不是支持對方不應批評自己意見的恰當理據。

## 示例
- 甲：現在已經很多人窮得買不起房子了，政府還打算課徵奢侈稅，根本是不管大家死活！
- 乙：你弄錯了，房地產奢侈稅只有買房二年內賣掉才需要繳納，這會讓許多炒房的人有所顧忌，有助於降低房價；窮人買房是為了自用，幾乎不必繳奢侈稅。因此奢侈稅是對窮人大有幫助的。
- 甲：我有權發表意見，請尊重我說話的權利！

- 甲：酒駕會撞死人，而且是可以避免的，而且現在大家都知道酒駕的危害，所以我認為，酒駕應該比照故意殺人處罰。
- 乙：開快車一樣會撞死人，一樣是可以避免的，其危害大家也知道，我們應該多討論超速的危害及處罰！
- 甲：我們在討論酒駕，請尊重我說話的權利！請不要離題討論無關的東西。

- 甲：XXX的研究說，死刑有助維持治安，況且社會上許多人都認為「殺人者死，天經地義」，因此我們不應該廢除死刑。
- 乙：你這是在訴諸情感，藉由訴諸情感來激發大家對所有殺人者的厭惡。如果你家人蒙受不白之冤，被錯誤地控告謀殺，而且在有機會洗刷冤情之前就被處死，你還會支持死刑嗎？不要說這種事情不會發生，這種事情會發生，而且到近現代科學鑑識技術日新月異的時代，這種事在美國都一樣會發生，你能保證你家人不會有事嗎？
- 甲：大家都有權利發表意見，請不要妨礙我說話的自由！我勸你還是少講兩句的好。

- 甲：近年來校園霸凌越來越多，行為亂七八糟、自以為是的小屁孩也越來越多，我認為適當地體罰那些看來就不乖的小孩是必要的。
- 乙：我認為你對你的說法應該有舉證責任，需要可以值得討論的佐證，這個話題才有意義。我知道的是有些研究發現常受體罰兒童的平均智商會相對較低，也會有更多的偏差行為，因此體罰只會讓那些問題變得更加嚴重；而且受過體罰的兒童，他們大腦的運作方式與受虐兒童類似，因此體罰根本就是虐童，所以不該體罰兒童。
- 甲：反正我就是沒有看過相關研究，話說你說的是哪些人的看法？社會上多數人都還是贊同體罰的，所以你沒有權力叫我閉嘴。

## 外部連結
- （英文） Jamie Whyte. . The Times. August 9, 2004  [2012-10-01]. （原始内容存档于2013-12-12）.